# Престатін Таун
«Престатін Таун» (валл. Clwb Pêl Droed Tref Prestatyn, англ. Prestatyn Town Football Club) — валлійський професіональний футбольний клуб з Престатіна. Заснований 1910 року. Домашня арена — «Бастіон Роуд», має 1 000 місць, 200 з яких сидячі.

## Досягнення
- Володар кубка Уельсу (1): 2012-13